# 东亚五人制足球锦标赛
东亚五人制足球锦标赛，全名东亚足联五人制足球锦标赛，为東亞足球協會所属成员间的一项室内五人制足球国家队赛事。第一届也是唯一一届赛事于2009年在中国举办，本届比赛亦是亞足聯五人制足球亞洲盃东亚区预选赛，后续历届预选赛未以东亚足联五人制足球锦标赛的名义进行。

## 历届赛事
| 年份      | 主办国 |        | 决赛 | 决赛   | 决赛       |      | 季军赛 | 季军赛 | 季军赛 |
| 年份      | 主办国 | 冠军   | 比分 | 亚军   | 季军       | 比分 | 第4名  |        |        |
| 2009 详细 | 中国   | · 中國 | 5-4  | · 日本 | · 中華臺北 | 7-6  | ·      |        |        |